# Episodi di White Collar (sesta stagione)
La sesta e ultima stagione della serie televisiva White Collar, composta da sei episodi, è stata trasmessa in prima visione negli Stati Uniti dal canale via cavo USA Network dal 6 novembre al 18 dicembre 2014.
In Italia la stagione è andata in onda in prima visione satellitare su Fox, canale a pagamento della piattaforma Sky, dal 7 al 28 gennaio 2015; in chiaro è stata trasmessa da Italia 1 dal 4 al 9 agosto 2016.
| nº | Titolo originale       | Titolo italiano        | Prima TV USA     | Prima TV Italia |
| -- | ---------------------- | ---------------------- | ---------------- | --------------- |
| 1  | Borrowed Time          | Minuti contati         | 6 novembre 2014  | 7 gennaio 2015  |
| 2  | Return to Sender       | Restituire al mittente | 13 novembre 2014 | 7 gennaio 2015  |
| 3  | Uncontrolled Variables | Rimorsi di coscienza   | 20 novembre 2014 | 14 gennaio 2015 |
| 4  | All's Fair             | Codice d'onore         | 4 dicembre 2014  | 14 gennaio 2015 |
| 5  | Whack-a-Mole           | Il colpo del secolo    | 11 dicembre 2014 | 21 gennaio 2015 |
| 6  | Au Revoir              | L'ultima truffa        | 18 dicembre 2014 | 28 gennaio 2015 |

## Minuti contati
- Titolo originale: Borrowed Time
- Diretto da: John Kretchmer
- Scritto da: Joe Henderson

### Trama

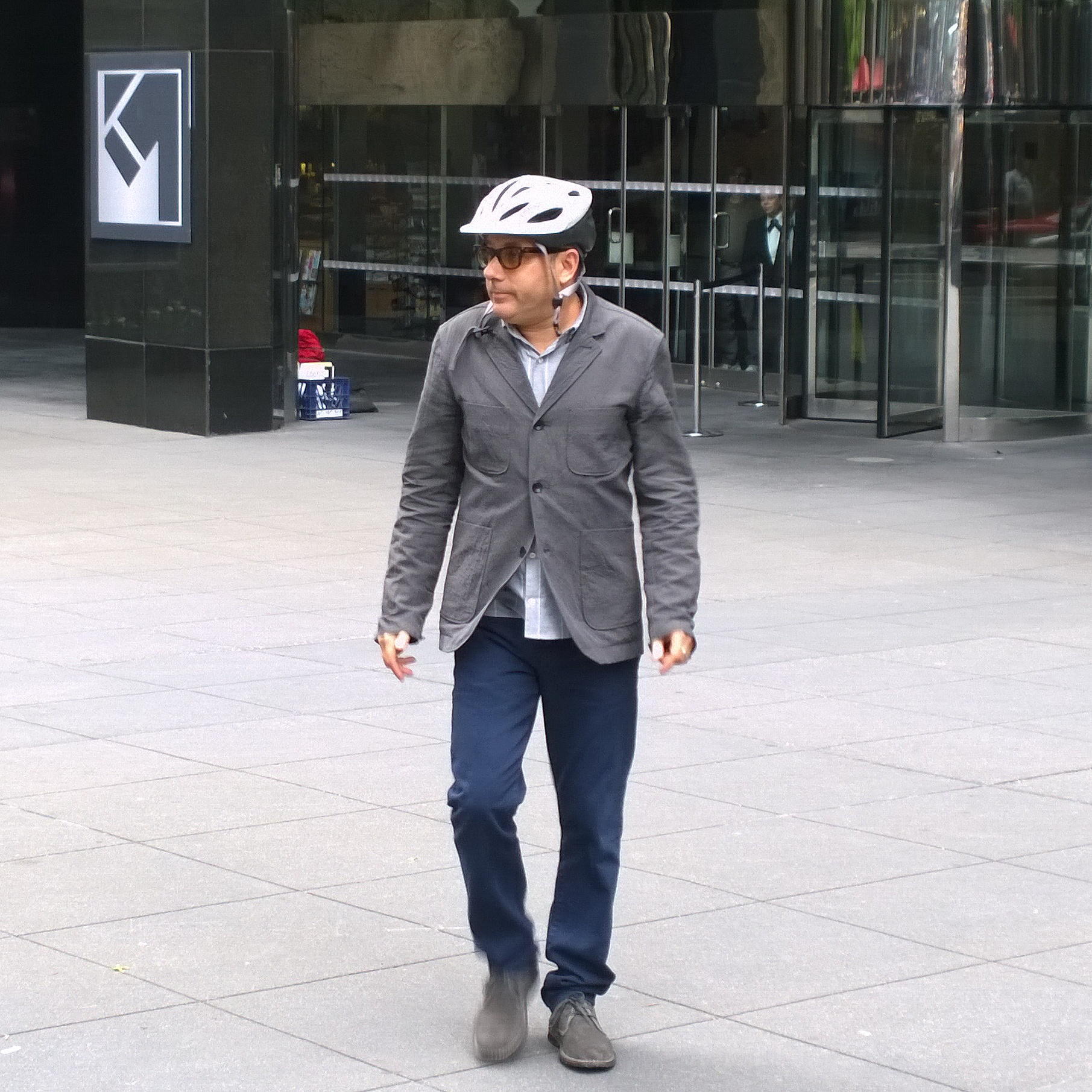
Willie Garson durante le riprese esterne dell'episodio (Manhattan, New York, 10 giugno 2014).

Neal viene rapito da Jim Boothe, l'ex collaboratore di Rebecca, il quale desidera entrare a far parte delle "Pantere Rosa" un gruppo criminale internazionale. Per entrare a far parte del gruppo, l'uomo dovrà sostenere un "provino" rubando qualcosa di molto prezioso, dimostrando così le proprie capacità. Neal offrirà il proprio aiuto al suo rapitore. Nel frattempo l'FBI non credendo che Neal sia fuggito, lo cerca con l'aiuto di Mozzie. Rebecca, portata all'ufficio dell'FBI per essere interrogata riguardo alla sparizione di Neal, si fa volontariamente sparare da un poliziotto fingendo la fuga: muore così suicida. Neal riesce a rubare proprio nella cassaforte di Woodford, capo delle Pantere Rosa, e questo garantirà a Jim l'entrata nel gruppo. Uscito dall'ufficio di Woodford, Jim vuole uccidere Neal dopo che avrà consegnato la refurtiva, ma fortunatamente interviene l'FBI che lo arresta. Ritornato da Peter, Neal chiede di poter fare da spia all'interno del gruppo criminale per poterlo distruggere in cambio della sua definitiva libertà; Peter accetta, togliendogli la cavigliera per non rovinare la copertura. Intanto Elizabeth è tornata da Washington per dare una notizia a Peter: aspetta un bambino.
- Ascolti USA: telespettatori 1 540 000[4]

## Restituire al mittente
- Titolo originale: Return to Sender
- Diretto da: Martha Mitchell
- Scritto da: Mark Lafferty

### Trama
Per essere certi che l'FBI rilascerà Neal dopo la cattura dei criminali, chiede a Peter di far firmare un contratto al procuratore altrimenti si rifiuterà di aiutarli. Neal è chiamato dalle Pantere Rosa per ricevere un incarico e testare la sua fedeltà al gruppo, ma una volta arrivato all'appuntamento scopre con grande sorpresa che il suo acerrimo rivale, Matthew Keller, fa parte del gruppo invece di trovarsi in un carcere russo. Scoprirà con l'aiuto di Peter che Keller è stato rilasciato dall'Interpol per infiltrarsi e far arrestare le Pantere Rosa. Incaricato di rubare un prezioso francobollo da un'asta, Neal con l'aiuto di Peter riesce a portare a termine il furto, consegnando alla gang un francobollo falso grazie all'aiuto di Keller che cercherà di coprirlo. 
- Ascolti USA: telespettatori 1 360 000[5]

## Rimorsi di coscienza
- Titolo originale: Uncontrolled Variables
- Diretto da: Sanford Bookstaver
- Scritto da: Julian Meiojas

### Trama
Peter rintraccia l'agente dell'Interpol, Luc Renau, che controlla Keller e temendo possa mandare a monte l'intera operazione, lo costringe a collaborare con l'FBI. Intanto Woodford incarica Neal e Keller di rubare un algoritmo. Neal è costretto a ingannare una giovane ragazza, Amy, per potersi infiltrare nel suo ufficio nel quale è custodito un computer l'algoritmo. I federali analizzano l'algoritmo e scoprono che esso indica in modo del tutto casuale e imprevedibile, un aeroporto, un numero di aereo e un orario di arrivo, ciò significa che le Pantere Rosa vogliono rubare qualcosa di molto prezioso che verrà scaricato come merce da un aereo.
- Ascolti USA: telespettatori 1 380 000[6]

## Codice d'onore
- Titolo originale: All's Fair
- Diretto da: Paul Holahan
- Scritto da: Jessica Grasl

### Trama
Mozzie confessa a Neal di avere una moglie, Eva Perkins, che ha sposato 5 anni prima mentre l'amico era in carcere; la donna, anch'essa una truffatrice, lo aveva sposato solo per potergli rubare un'ingente somma di denaro. Tornata in città per chiedere il divorzio, fa insospettire Neal e Peter quando annuncia di voler sposare il capo di un'organizzazione di beneficenza per bambini. I due fidanzati hanno architettato un piano perfetto per rubare un uovo Fabergé durante una serata di gala e far in modo che la colpa ricadesse su Mozzie, sfruttando i suoi sentimenti per la moglie. Peter e Neal riescono a smascherare la truffa, arrestando i colpevoli. Nel frattempo l'FBI scopre che le Pantere Rosa vogliono rubare 500 milioni di dollari in contanti che provengono da banche europee e che non sono rintracciabili.
- Ascolti USA: telespettatori 1 590 000[7]

## Il colpo del secolo
- Titolo originale: Whack-a-Mole
- Diretto da: Jeff F. King
- Scritto da: Nick Thiel

### Trama
Woodford, capo delle Pantere Rosa, si presenta a casa di Neal dicendogli di aver scoperto che all'interno del gruppo c'è una talpa e che si fida di lui; Neal sfrutterà questo a suo vantaggio convincendolo ad aiutarlo ad elaborare il piano per rubare i 500 milioni. Grazie a Mozzie che riesce ad alterare l'algoritmo per sapere in anticipo in quale aeroporto arriverà l'aereo con i soldi, Peter e Neal progettano un piano per il furto da presentare a Woodford. Keller per evitare che Woodford scopra che lui sia la talpa, si toglie la cimice sottopelle che gli ha messo l'Interpol, infilandola nella tasca di uno componenti del gruppo che viene ucciso, e uccide anche l'agente Renau. Per rimpiazzare l'uomo mancante, Neal fa entrare Peter nel gruppo. Tutto è pronto per il grande furto.
- Ascolti USA: telespettatori 1 570 000[8]

## L'ultima truffa
- Titolo originale: Au Revoir
- Diretto da: Sanford Bookstaver
- Scritto da: Jeff Eastin, Julian Meiojas e Eddie Serrano

### Trama
Neal e Peter insieme alle Pantere Rosa mettono in atto il piano prestabilito. All'oscuro dei federali, Neal, Mozzie e Keller hanno organizzato un altro piano per poter tenere per sé alcuni milioni. Elizabeth è molto preoccupata della copertura di Peter e fa promettere a Neal di proteggerlo. Tutto va secondo i piani e le Pantere vengono arrestate. Keller dice a Neal che non sarà mai libero perché Burke troverà sempre un modo per tenerlo legato a sé. I due scappano per recuperare i soldi che avevano a loro volta rubato alle Pantere, ma Keller minaccia Neal con una pistola per poter tenere tutti i soldi. Neal fa scappare Mozzie che mette in salvo la loro parte. Durante la lotta, Keller spara un colpo al petto di Neal e scappa con i soldi. Peter, che era sulle loro tracce e riesce a risalire alla loro posizione grazie alla cavigliera, lo rincorre e per difendersi lo uccide sparandogli. Arriva l'ambulanza che porta via Neal in fin di vita il quale morirà in ospedale tra la disperazione dei suoi amici. Un anno dopo Peter è molto impegnato a prendersi cura di suo figlio, un maschietto il cui nome è proprio Neal, Diana ha ottenuto una promozione a Washington e Mozzie ritorna a fare il gioco delle tre carte al parco. Dopo aver ricevuto misteriosamente una bottiglia di vino, Peter trova una chiave, la quale apre un container che contiene numerose ricerche mediche e piani per cui si capisce che in realtà Neal ha inscenato la propria morte ingerendo un veleno che lo ha fatto addormentare e pagato la soccorritrice dell'ambulanza e il dottore dell'ospedale per dichiararne il decesso. Tutto questo per proteggere i suoi amici dalla vendetta delle Pantere Rosa. Nel finale vediamo Neal che passeggia per le strade di Parigi.
- Ascolti USA: telespettatori 1 860 000[9]